# PowerDVD

Cyberlink PowerDVD este un player media dezvoltat de compania CyberLink și dezvoltat pentru platforma Microsoft Windows.